# Presură cu piept alb
Presura cu piept alb (Emberiza stewarti) este o specie de pasăre din familia Emberizidae. Se găsește în Afganistan, India, Iran, Kazahstan, Kârgâzstan, Nepal, Pakistan, Tadjikistan, Turkmenistan și Uzbekistan. Habitatele sale naturale sunt pădurile boreale, tufișurile boreale și pășunile temperate.